# Yémé
Yémé est une  commune rurale de la préfecture de Ouham-Pendé, en République centrafricaine. Elle s’étend au nord-est de la ville de Bocaranga jusqu’à la frontière tchadienne. 

## Géographie
La commune de Yémé est située au nord de la préfecture de l’Ouham-Pendé. La plupart des villages sont situés sur les axes Ndim – Paoua (route régionale RR4) et Ndim – Katé – Tchad. 
|           | Baïbokoum | Bah-Bessar |
| Dilouki   | Yémé      | Paoua      |
| Bocaranga | Loura     | Banh       |

## Villages
Les villages principaux sont : Katé, Zana, Kounabéré, Toulao, Larabao, Nzamari et Kowoné.
La commune compte 38 villages en zone rurale recensés en 2003 : Bedo, Bilsing, Bobourou, Bokpala, Bowara, Denguima, Dobere, Gbama, Guiliwone, Haoussa, Herbo, Hobe, Kaounang, Katé, Kodi, Kona Bere, Konangouli, Kore, Koumou, Kowone, Larabao, Mbana, Mbindali, Mbindoye, Mbingang, Mbipoye, Mbogole, Mboum-Yeme, Ndoubori, Nzakoundou Centre, Nzamapoye, Nzamari, Poindema, Toubara 1, Toubara 2, Toulao, Touloulou, Zana.

## Éducation
La commune compte 10 écoles publiques à Mbindali, Ndouboure, Bowara, Kowone, Nzakoundou, Mbidowe, Zana, Kate, Nzounapaye et Mboum-Yeme.

## Santé
La commune située dans la région sanitaire n°3 dispose de 3 postes de santé à Touloulou, Ndombori et Kowoné.